# 意大利篮球甲级联赛
意大利篮球甲级联赛是意大利篮球联赛的最高级别。每赛季最后两名降入甲二級聯賽（Serie A2）。意大利篮球甲级联赛成立于1920年。

## 参赛球队
- 米兰奥林匹亚
- 特雷维索贝纳通
- 瓦雷泽
- 罗马罗托马蒂卡
- 泰拉莫纳维格
- 锡耶纳蒙特帕希
- 蒙特格拉纳罗
- 阿韦利诺空军队
- 斯卡沃里尼
- 奥兰多
- 比耶拉安吉利哥
- 坎图
- 博洛尼亚乌比姆
- 博洛尼亚维迪维奇
- 里替索尔索尼卡
- 乌迪内斯奈德罗
- 那不勒斯卡皮萨
- 斯卡法蒂

## 外部連結
- 官方網站 （页面存档备份，存于） （意大利文）